# Murfreesboro (Carolina del Norte)
Murfreesboro es un pueblo del condado de Hertford, en Carolina del Norte (Estados Unidos). La población, según el censo de 2000, es de 2,045 personas. 
Murfreesboro celebra la fiesta de la sandía en la última semana de julio o primera semana de agosto de cada año. La Universidad de Chowan se encuentra en este pueblo. 